# Heršpice
Heršpice település Csehországban, Vyškovi járásban. Heršpice Rašovice, Hodějice, Nížkovice, Žarošice, Dambořice, Kobeřice u Brna és Mouřínov településekkel határos. Lakosainak száma 920 fő (2024. január 1.).

## Népesség
A település lakosságának változását az alábbi diagram mutatja:
| Lakosok száma | 600  | 722  | 942  | 796  | 697  | 643  | 825  | 853  | 875  | 920  |
|               | 1869 | 1890 | 1921 | 1950 | 1980 | 2001 | 2017 | 2019 | 2022 | 2024 |